# Lohenice (Přelouč)
Lohenice je vesnice, část města Přelouč v okrese Pardubice. Nachází se asi 2,5 km na východ od Přelouče. V roce 2009 zde bylo evidováno 107 adres. V roce 2001 zde trvale žilo 187 obyvatel.
Lohenice leží v katastrálním území Lohenice u Přelouče o rozloze 6,18 km2.

## Další fotografie

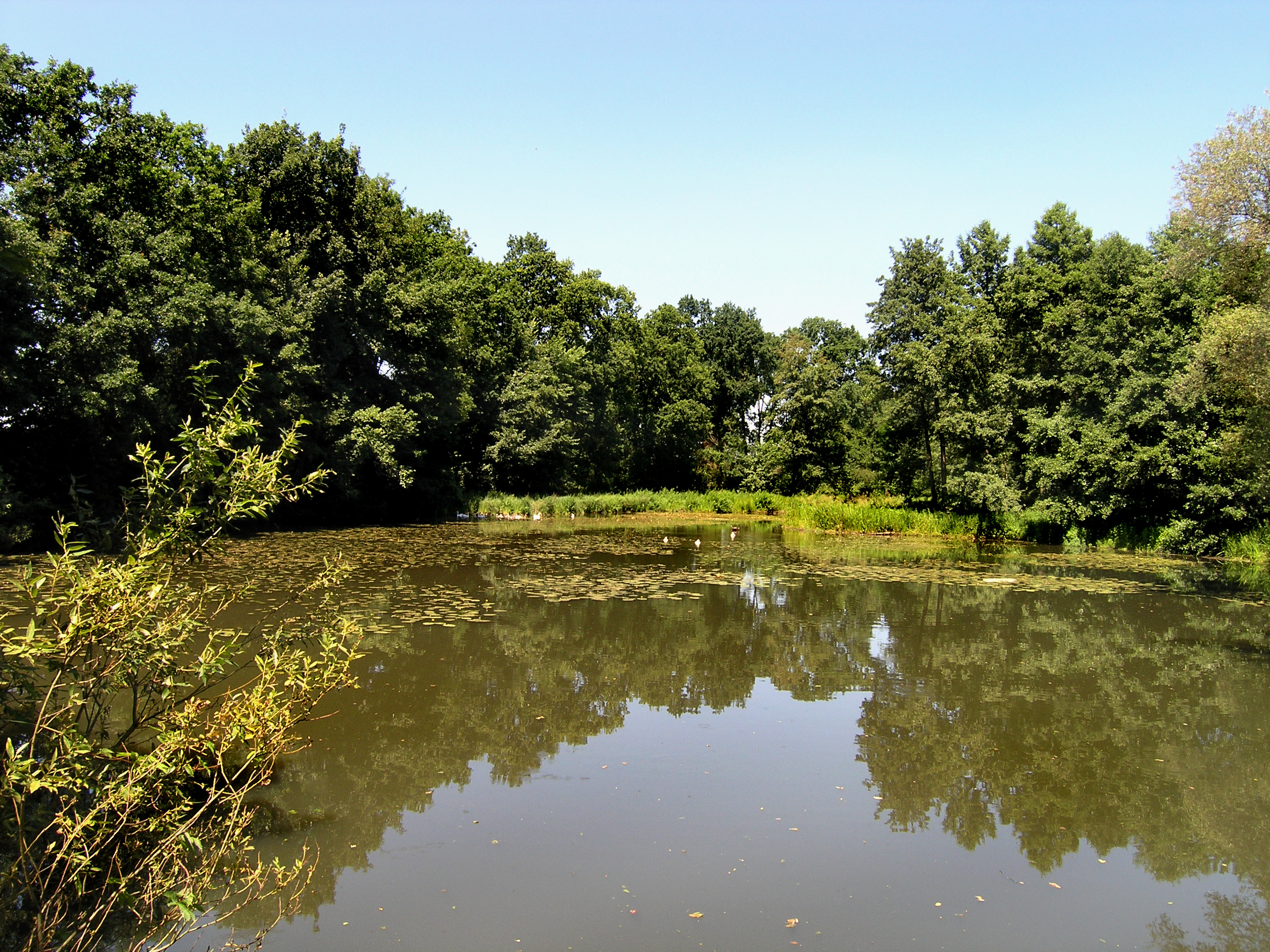
Rybníček
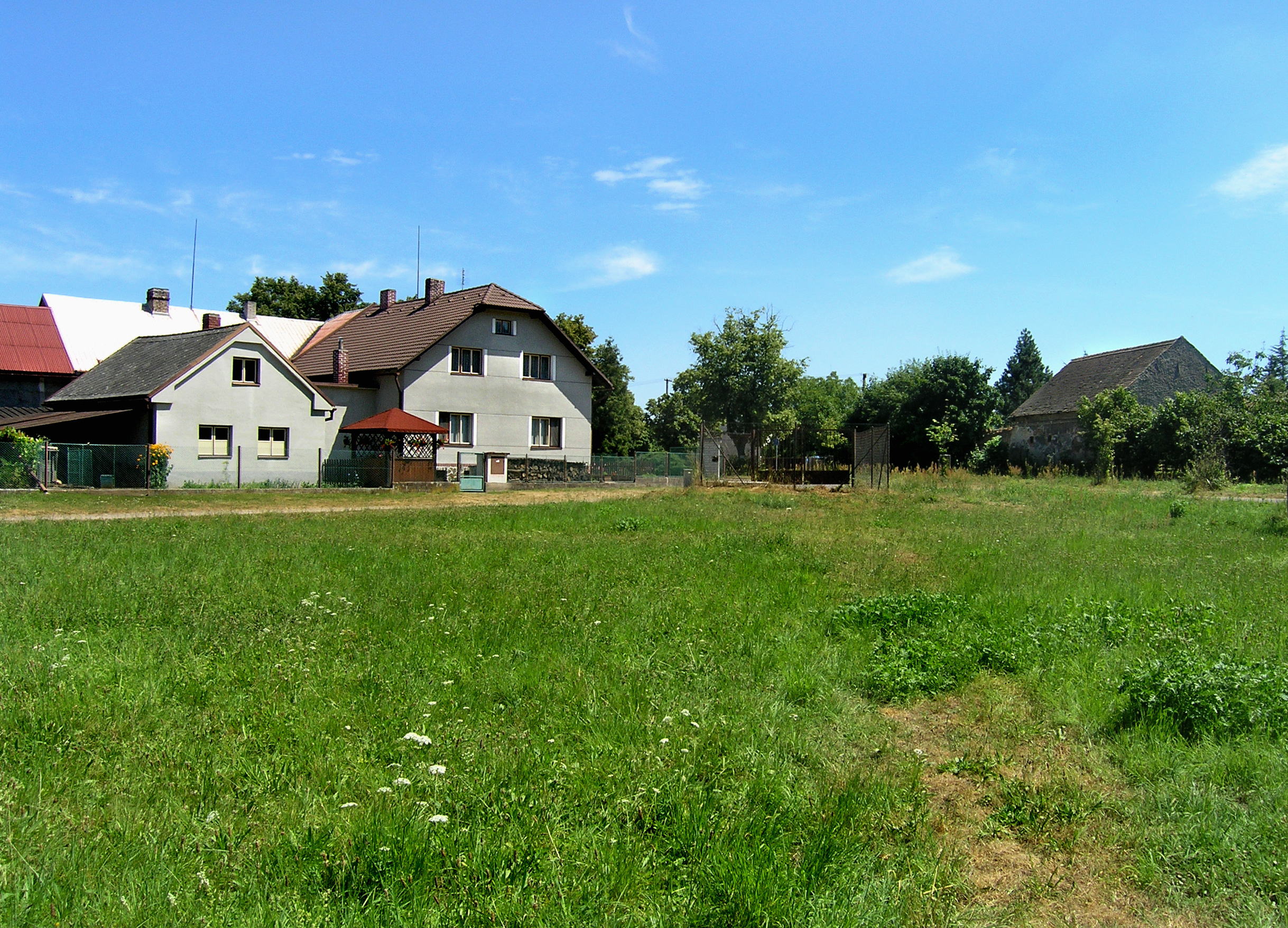
Západní část vesnice